# Cooperativa Scrittori
Cooperativa Scrittori è stata una casa editrice indipendente italiana con sede a Roma.

## Storia
Fu fondata nel 1972 dallo scrittore Luigi Malerba, con Walter Pedullà, Angelo Guglielmi, Alfredo Giuliani e Elio Pagliarani (i quali provenivano dall'esperienza neovanguardistica del Gruppo 63), in risposta allo strapotere dei grandi marchi editoriali. Essa consentì a diversi autori di affacciarsi nel mercato editoriale dell'epoca; furono stampate anche opere di Alberto Arbasino, Furio Colombo, Umberto Eco, Antonio Porta, Raffaele La Capria.